# Haltepunkt Grafing Stadt
Der Haltepunkt Grafing Stadt ist ein Haltepunkt und ehemaliger Bahnhof an Kilometer 2,1 der Bahnstrecke Grafing–Wasserburg. Er wird von täglich rund 35 Zügen der Südostbayernbahn und 79 der S-Bahn München bedient. Der Haltepunkt befindet sich in Zone 3/4 des Münchner Verkehrs- und Tarifverbunds. Außer dem Haltepunkt Grafing Stadt gibt es noch den Bahnhof Grafing Bahnhof, der im gleichnamigen Ortsteil von Grafing liegt.

## Lage
Der Haltepunkt liegt relativ mittig in Grafing, nahe dem Stadtpark. Früher gab es in Grafing Stadt zwei Gleisanschlüsse: Eine der BayWa, die andere der Raiffeisen Grafing.

## Bushaltestelle
Die Bushaltestelle an der Bahnhofsstraße wird täglich von über 100 Bussen der Linien 444, 447, 442 und 9421 bedient.
| Linie | Verlauf | Taktfrequenz    |
| ----- | --- | --------------- |
| S6    | Tutzing – Feldafing – Possenhofen – Starnberg – Starnberg Nord – Gauting – Stockdorf – Planegg – Gräfelfing – Lochham – Westkreuz – Pasing – Laim – Hirschgarten – Donnersbergerbrücke – Hackerbrücke – Hauptbahnhof – Karlsplatz (Stachus) – Marienplatz – Isartor – Rosenheimer Platz – Ostbahnhof – Leuchtenbergring – Berg am Laim – Trudering – Gronsdorf – Haar – Vaterstetten – Baldham – Zorneding – Eglharting – Kirchseeon – Grafing Bahnhof – Grafing Stadt – Ebersberg | 20-Minuten-Takt |